# Liste des titres musicaux numéro un en France en 1956
Voici la liste des titres musicaux numéro un en France en 1956 selon le hit-parade créé par le site Infodisc, tenant compte des ventes de disques et des passages en radio.

## Classement des singles
| Semaine | Date de sortie | Artiste                    | Titre                        |
| ------- | -------------- | -------------------------- | ---------------------------- |
| 1       | 5 janvier      | Eddie et Tania Constantine | L'Homme et l'Enfant          |
| 2       | 12 janvier     | Eddie et Tania Constantine | L'Homme et l'Enfant          |
| 3       | 19 janvier     | Eddie et Tania Constantine | L'Homme et l'Enfant          |
| 4       | 26 janvier     | Eddie et Tania Constantine | L'Homme et l'Enfant          |
| 5       | 2 février      | Eddie et Tania Constantine | L'Homme et l'Enfant          |
| 6       | 9 février      | Eddie et Tania Constantine | L'Homme et l'Enfant          |
| 7       | 16 février     | Eddie et Tania Constantine | L'Homme et l'Enfant          |
| 8       | 23 février     | Eddie et Tania Constantine | L'Homme et l'Enfant          |
| 9       | 1er mars       | Eddie et Tania Constantine | L'Homme et l'Enfant          |
| 10      | 8 mars         | Eddie et Tania Constantine | L'Homme et l'Enfant          |
| 11      | 15 mars        | Lucienne Delyle            | Amour, castagnettes et tango |
| 12      | 22 mars        | Lucienne Delyle            | Amour, castagnettes et tango |
| 13      | 29 mars        | Lucienne Delyle            | Amour, castagnettes et tango |
| 14      | 5 avril        | Gloria Lasso               | Etranger au paradis          |
| 15      | 12 avril       | Gloria Lasso               | Etranger au paradis          |
| 16      | 19 avril       | Gloria Lasso               | Etranger au paradis          |
| 17      | 26 avril       | Gloria Lasso               | Etranger au paradis          |
| 18      | 3 mai          | Gloria Lasso               | Etranger au paradis          |
| 19      | 10 mai         | Dario Moreno               | Je vais revoir ma blonde     |
| 20      | 17 mai         | Dario Moreno               | Je vais revoir ma blonde     |
| 21      | 24 mai         | Dario Moreno               | Je vais revoir ma blonde     |
| 22      | 31 mai         | Dario Moreno               | Je vais revoir ma blonde     |
| 23      | 7 juin         | Dario Moreno               | Je vais revoir ma blonde     |
| 24      | 14 juin        | Dario Moreno               | Je vais revoir ma blonde     |
| 25      | 21 juin        | Dario Moreno               | Je vais revoir ma blonde     |
| 26      | 28 juin        | Dario Moreno               | Je vais revoir ma blonde     |
| 27      | 5 juillet      | Dario Moreno               | Je vais revoir ma blonde     |
| 28      | 12 juillet     | Dario Moreno               | Je vais revoir ma blonde     |
| 29      | 19 juillet     | Dario Moreno               | Je vais revoir ma blonde     |
| 30      | 26 juillet     | Dario Moreno               | Je vais revoir ma blonde     |
| 31      | 2 août         | Dario Moreno               | Je vais revoir ma blonde     |
| 32      | 9 août         | Dario Moreno               | Je vais revoir ma blonde     |
| 33      | 16 août        | Dario Moreno               | Je vais revoir ma blonde     |
| 34      | 23 août        | Dario Moreno               | Je vais revoir ma blonde     |
| 35      | 30 août        | Dario Moreno               | Je vais revoir ma blonde     |
| 36      | 6 septembre    | Dario Moreno               | Je vais revoir ma blonde     |
| 37      | 13 septembre   | Dario Moreno               | Je vais revoir ma blonde     |
| 38      | 20 septembre   | Dario Moreno               | Je vais revoir ma blonde     |
| 39      | 27 septembre   | Dario Moreno               | Je vais revoir ma blonde     |
| 40      | 4 octobre      | Dario Moreno               | Je vais revoir ma blonde     |
| 41      | 11 octobre     | Dario Moreno               | Je vais revoir ma blonde     |
| 42      | 18 octobre     | Dario Moreno               | Je vais revoir ma blonde     |
| 43      | 25 octobre     | Dario Moreno               | Je vais revoir ma blonde     |
| 44      | 1er novembre   | Dario Moreno               | Je vais revoir ma blonde     |
| 45      | 8 novembre     | Dario Moreno               | Je vais revoir ma blonde     |
| 46      | 15 novembre    | Dario Moreno               | Je vais revoir ma blonde     |
| 47      | 22 novembre    | Dario Moreno               | Je vais revoir ma blonde     |
| 48      | 29 novembre    | Dario Moreno               | Je vais revoir ma blonde     |
| 49      | 6 décembre     | Dario Moreno               | Je vais revoir ma blonde     |
| 50      | 13 décembre    | Dario Moreno               | Je vais revoir ma blonde     |
| 51      | 20 décembre    | Dario Moreno               | Je vais revoir ma blonde     |
| 52      | 27 décembre    | Dario Moreno               | Je vais revoir ma blonde     |